# Sparbarus gilliesi
Sparbarus gilliesi är en dagsländeart som först beskrevs av Tomáš Soldán och Landa 1991.  Sparbarus gilliesi ingår i släktet Sparbarus och familjen slamdagsländor. Inga underarter finns listade i Catalogue of Life.